# أليكساندر تشان
أليكساندر تشان (بالبرتغالية: Alexandre Chan‏) هو مهندس معماري ورسام برازيلي، ولد في 27 مارس 1942 في ريو دي جانيرو في البرازيل.